# 民主路 (沈阳)

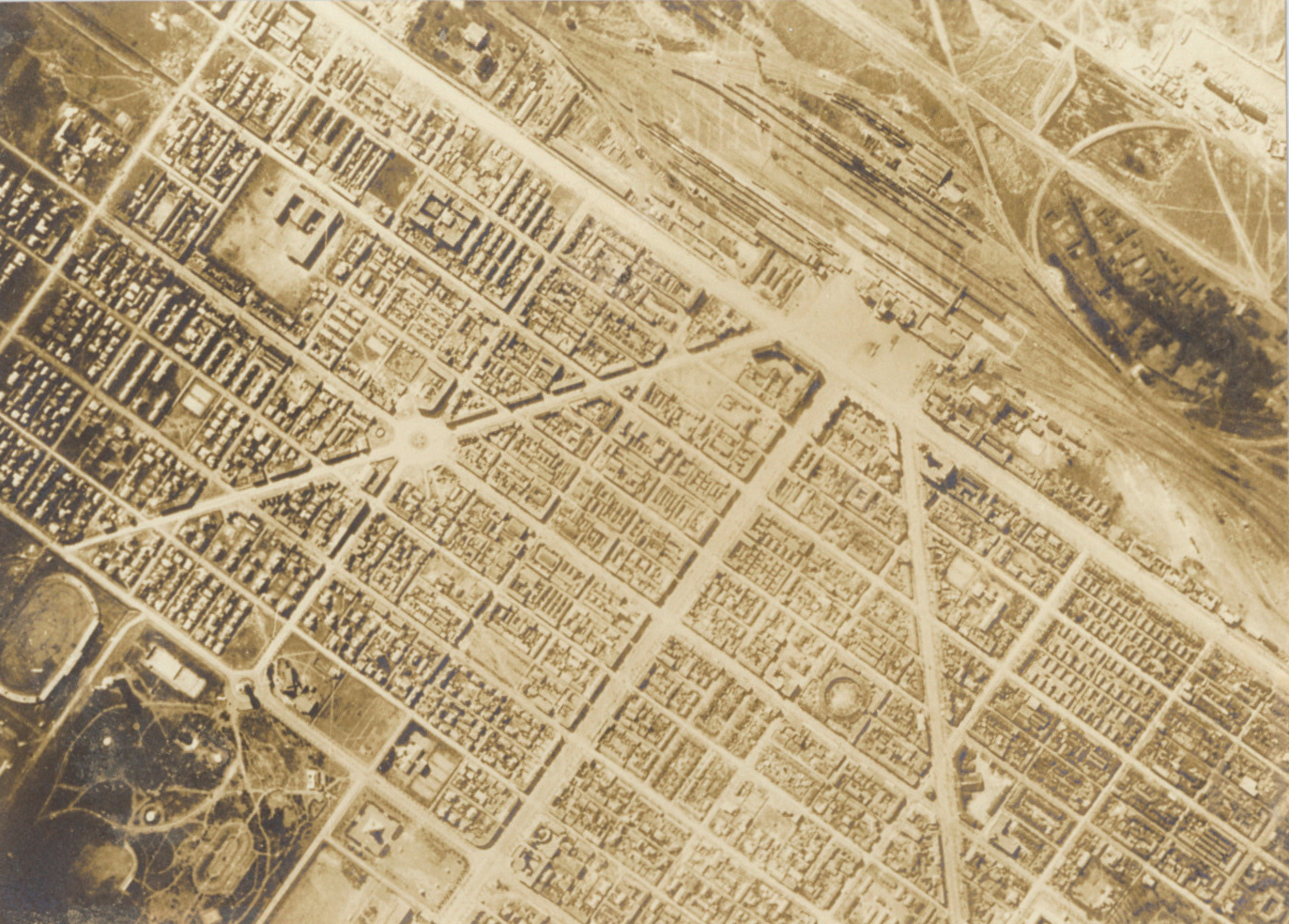
1925-1933年之间的奉天满铁附属地，航拍，图片上方为西

民主路是中国辽宁省沈阳市主要干道之一，位于和平区中部、沈阳站东侧。东起和平广场，西至胜利大街（站前广场），是从沈阳站前广场向东延伸的三条主路之一。沿路有站前广场、民主广场和和平广场。全长1743米，宽22米。

## 历史
1907年，日本从俄国手中接管南满铁路后，在奉天驿（沈阳站）前开辟奉天满铁附属地，民主路是三条主要街道之一，开辟于1913-1914年，初名为南斜街。西至铁道大街（和平广场），东至平安广场（民主广场）。1919年1月1日改名为平安通。1931年“九一八事变”后向东延伸至朝日广场（和平广场）。1945年日本战败，1946年5月1日沈阳市政府将其更名为中正路，1948年11月2日沈阳解放后，1949年7月18日更名为民主路。

## 建筑
民主路尚有满铁附属地时代的日本建筑存留，立面样式保存完好。
- 平安座旧址，沈阳市文物保护单位（3-48），和平区民主路260号
- 日本外贸公司办公楼旧址，沈阳市文物保护单位（5-20），和平区民主路107号